# 13

## Evenimente
- Gaius Silius Aulus Caecina Largus și Lucius Munatius Plancus sunt consuli romani.
- Germanicus preia comanda legiunilor romane care controlează zona germanică (la vest de Rin), funcție deținută până atunci de Tiberius, care se retrage în triumf la Roma.

## Arte, științe, literatură și filozofie
- Strabon își face publice ideile sale privind forma Pământului.

## Nașteri
- dată necunoscută: Tit sfânt grec (d. ?)